# Juan José de Elhúyar
Juan José de Elhúyar y de Suvisa, nascut a Logronyo el 15 de juny de 1754 i traspassat a Bogotà, Colòmbia, el 1796, fou un químic i geòleg espanyol, famós per haver descobert, juntament amb el seu germà Fausto, l'element químic tungstè o wolframi, W.

## Biografia
Els germans Elhúyar eren descendents d'una família de Lapurdi, el seu pare era cirurgià i treballà a Bilbao i, després a Logronyo. Estudiaren a París entre el 1773 i el 1777, medicina, cirurgia i química. Entre 1778 i 1781 anaren a estudiar a la ciutat alemanya de Freiberg on hi havia una important explotació minera amb una escola de renom i on es formaren en totes les matèries relacionades amb la mineria sota la direcció d'Abraham Gottlob Werner, un dels pares de la mineralogia.
El 1782 viatjà a Uppsala, Suècia, on estudià química amb Torbern Olof Bergman durant sis mesos i visità al gran científic Carl Wilhelm Scheele (1742-1786) a Köping. Posteriorment seguí la seva formació a la fàbrica de canons de Stakelberg, Suècia, i a Carron, Escòcia, enviat pel Secretari de Marina, Pedro González de Castejón, en una missió d'espionatge per millorar la fabricació de canons aplicant les tècniques de Carron.
El 1783 treballà al Seminario Patriótico de Bergara amb el seu germà. Destinat el 1786 al Virregnat de Nova Granada com a Director de Mines hagué de deixar les seves investigacions.

## Obra

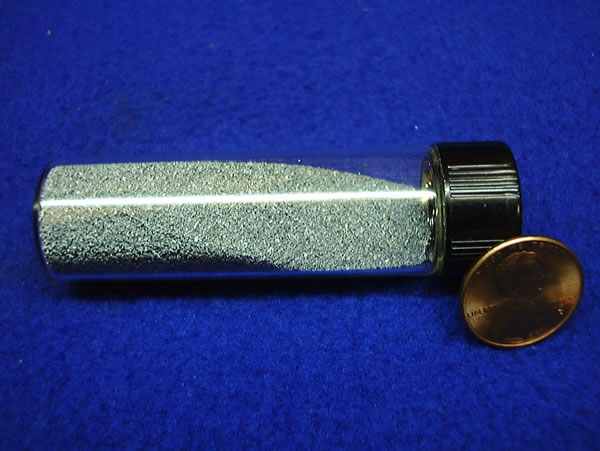
Mostra de tungstè.

El Seminario Patriótico de Bergara Juan José treballà conjuntament amb el seu germà Fausto el 1783, aconseguint aïllar per primera vegada l'element wolframi o tungstè, W, a partir d'un mineral anomenat wolframita, un wolframat o tungstat de ferro, Fe, i manganès, Mn, en proporcions variables (berthòl·lid). Dos anys abans el gran químic suec Carl Wilhelm Scheele (1742-1786) havia aïllat d'un mineral ara anomenat scheelita, un òxid de tungstè, el WO₃.
A Amèrica treballà en la millora de la producció d'argent, Ag, i de platí, Pt.

### Obres
- Análisis químico del volframio y examen de un nuevo metal que entra en su composición (1783)